# SCUM Manifesto
Das SCUM Manifesto ist eine Publikation der US-amerikanischen Radikalfeministin Valerie Jean Solanas.

## Geschichte
1967 traf Solanas den Verleger Maurice Girodias, der zu diesem Zeitpunkt vor allem Underground-Literatur sowie Pornografie veröffentlichte. Er war von ihrem „Wortwitz“ begeistert und bezeichnete sie als „Bilderstürmerin“. Er kaufte ihr die Rechte am S.C.U.M. Manifesto ab.
Am 3. Juni 1968 schoss Solanas auf Andy Warhol und verletzte ihn schwer. Girodias nutzte die durch den Skandal ausgelöste öffentliche Aufmerksamkeit, um Solanas’ S.C.U.M. Manifesto zu veröffentlichen.
Das S.C.U.M. Manifesto wurde 1976 mit Delphine Seyrig verfilmt. Es wurde 2004 von Mario Eick unter dem Titel Manifesto für die Bühne adaptiert und inszeniert.

## Inhalt
Das Manifest beginnt mit folgender Passage:

„Das Leben in dieser Gesellschaft ist ein einziger Stumpfsinn, kein Aspekt der Gesellschaft vermag die Frau zu interessieren, daher bleibt den aufgeklärten, verantwortungsbewussten und abenteuerlustigen Frauen nichts anderes übrig, als die Regierung zu stürzen, das Geldsystem abzuschaffen, die umfassende Automation einzuführen und das männliche Geschlecht zu vernichten.“

Solanas schreibt, die Geschichte habe bewiesen, dass Männer weder fähig noch willens seien, menschlich zu handeln, und aus diesem Grund vernichtet werden müssen, damit der Aufbau einer menschlichen Gesellschaft möglich werde. Noch härter werden jene Frauen beurteilt, die sie als „Kollaborateurinnen der Männerherrschaft“ bezeichnet.
Maurice Girodias, der Herausgeber des SCUM-Manifests, behauptete, SCUM stehe für Society for Cutting Up Men (dt. wörtlich: Gesellschaft zur Zerstückelung von Männern). Solanas hingegen schien dies nie so beabsichtigt zu haben. Der Satz Society for Cutting Up Men taucht nie in dem Text auf und Solanas bezeichnet einen bestimmten Frauentyp, nicht Männer, als SCUM. Sie schreibt:

„Der wirkliche Gegensatz besteht daher nicht zwischen Frauen und Männern, sondern zwischen SCUM auf der einen Seite – dominanten, sicheren, selbstbewußten, fiesen, gewalttätigen, eigensüchtigen, unabhängigen, stolzen, abenteuerlustigen, stürmenden und drängenden, arroganten Frauen, die sich imstande fühlen, das Universum zu regieren, die schon bis an die Grenzen dieser Gesellschaft gestürmt sind und die bereit sind, über das, was ihnen hier geboten wird, hinfortzudrängen – und auf der anderen Seite den netten, passiven, entgegenkommenden, ‚kultivierten‘, höflichen, bescheidenen, unterwürfigen, abhängigen, verschreckten, bewusstlosen, unsicheren, Anerkennung suchenden Papa-Töchterchen […]“

## Rezeption
Mary Harron lobt Solanas’ „ausgeprägten Hang zur Komik“ und bezeichnet das SCUM-Manifest als eine „brillante Satire“, in welcher Solanas den Männern die Schuld an jedem Übel der modernen Welt gibt. Solanas selber bestritt, dass ihr Werk ein ‘put-on’, das heißt ein Streich oder eine Parodie, sei.
Andere Autoren argumentieren ebenfalls, dass das SCUM-Manifest eine Satire und Parodie im Sinne von Jonathan Swifts A Modest Proposal sei, die sich mit dem Patriarchat und Sigmund Freuds Psychoanalyse auseinandersetzt. Der Text ersetze lediglich das Wort Frau durch Mann und nutze alle Klischees der psychoanalytischen Theorie: Der biologische Unfall, das unvollkommene Geschlecht, den Penisneid, der nun zum Pussy-Neid geworden ist. In einem Interview mit der Zeitschrift The Village Voice erklärte Solanas dazu, dass ihr Manifest nicht als ernst gemeinte Handlungsanleitung gedacht gewesen sei.
In dem 2018 erschienenen Roman Kampfsterne der Schriftstellerin Alexa Hennig von Lange wird das Scum-Manifesto erwähnt.